# Zdzisław Kapka
Zdzisław Kapka (Krakkó, 1954. december 7. –) lengyel válogatott labdarúgó.
A lengyel válogatott tagjaként részt vett az 1974-es világbajnokságon.

## Sikerei, díjai
Wisła Kraków
- Lengyel bajnok (1): 1977–78
- Intertotó-kupa győztes (1): 1973

Lengyelország
- Világbajnoki bronzérmes (1): 1974